# Veitsteinbach
Veitsteinbach ist der zweitkleinste Ortsteil in der Gemeinde Kalbach im osthessischen Landkreis Fulda. Zu Veitsteinbach gehören die Weiler Kiliansberg und Sparhof.

## Geografie
Veitsteinbach liegt im Süden des Landkreises Fulda im Naturpark „Hessische Rhön“.
 Nachbarorte 
Veitsteinbach grenzt im Norden an den Ort Eichenried, im Nordosten an den Ort Oberkalbach, im Osten an den Ort Heubach, im Süden an den Ort Gundhelm, im Südwesten an den Ort Hutten und im Nordwesten an den Ort Mittelkalbach.

## Geschichte

### Ortsgeschichte
Im Jahre 953 wurde das Dorf erstmals urkundlich erwähnt. Damals hieß es noch Steinbach. Otto I. setzte 1350 den Namen des Kirchentitulars vor das Steinbach, weil es zu viele Orte mit gleichem Namen gab. So entstand Vitsteinbach. Für das Jahr 1357 ist in Veitsteinbach eine fuldische Zollstation nachgewiesen.
Veitsteinbach wurde im 14. und 15. Jahrhundert von den Einwohnern verlassen. Deshalb wurde die Gemarkung zwischen Eichenried und Mittelkalbach aufgeteilt. Veitsteinbach gehörte zum Oberamt Neuhof der Fürstabtei Fulda das 1803 infolge des Reichsdeputationshauptschlusses an das Fürstentum Nassau-Oranien-Fulda viel. Während der napoleonischen Zeit stand das Amt Neuhof– und damit auch Veitsteinbach – ab 1806 unter französischer Militärverwaltung und dann von 1810 bis 1813 zum Großherzogtum Frankfurt. Anschließend fiel es an das Kurfürstentum Hessen zurück. Nach der Verwaltungsreform des Kurfürstentums Hessen von 1821, die Kurhessen in vier Provinzen und 22 Kreise einteilte, kam Eichenried in den Kreis Fulda. Veitsteinbach war bis 1837 ein Ortsteil von Eichenried, wurde dann wieder selbstständig.
Hessische Gebietsreform (1970–1977)
Im Zuge der Gebietsreform in Hessen gab es Veränderungen. Zum 1. September 1969 wurde die Gemeinde Eichenried in die Gemeinde Veitsteinbach eingegliedert.
Zum 1. April 1972 schlossen sich im Zuge der Gebietsreform die Gemeinden Mittelkalbach, Niederkalbach und Veitsteinbach mit Eichenried unter dem Namen Mittelkalbach zusammen. Diese wurde aber bereits zum 1. August 1972 kraft Landesgesetz in der Gemeinde Kalbach eingegliedert. Für Eichenried, Mittelkalbach. Niederkahlbach und Veitsteinbach wurden, wie für die anderen Ortsteile von Kalbach, je ein Ortsbezirk eingerichtet.

### Verwaltungsgeschichte im Überblick
Die folgende Liste zeigt die Staaten und Verwaltungseinheiten, denen Veitsteinbach angehört(e):
- vor 1803: Heiliges Römisches Reich, Fürstabtei Fulda, Oberamt Neuhof
- ab 1803: Heiliges Römisches Reich, Fürstentum Nassau-Oranien-Fulda, Amt Neuhof[Anm. 2]
- 1806–1810: Kaiserreich Frankreich,[Anm. 3] Fürstentum Hanau, Amt Neuhof
- 1810–1813: Großherzogtum Frankfurt, Departement Fulda, Distrikt Salmünster
- ab 1816: Kurfürstentum Hessen,[Anm. 4] Großherzogtum Fulda, Amt Neuhof[6]
- ab 1821/22: Kurfürstentum Hessen, Provinz Hanau, Kreis Fulda[7][Anm. 5]
- ab 1830: Kurfürstentum Hessen, Provinz Hanau, Kreis Fulda
- ab 1848: Kurfürstentum Hessen, Bezirk Fulda
- ab 1851: Kurfürstentum Hessen, Provinz Hanau, Kreis Fulda
- ab 1867: Königreich Preußen,[Anm. 6] Provinz Hessen-Nassau, Regierungsbezirk Kassel, Kreis Fulda
- ab 1871: Deutsches Reich, Königreich Preußen, Provinz Hessen-Nassau, Regierungsbezirk Kassel, Kreis Schlüchtern
- ab 1918: Deutsches Reich, Freistaat Preußen, Provinz Hessen-Nassau, Regierungsbezirk Kassel, Kreis Schlüchtern
- ab 1944: Deutsches Reich, Freistaat Preußen, Provinz Kurhessen, Landkreis Schlüchtern
- ab 1945: Deutsches Reich, Amerikanische Besatzungszone,[Anm. 7] Groß-Hessen, Regierungsbezirk Kassel, Landkreis Schlüchtern
- ab 1946: Deutsches Reich, Amerikanische Besatzungszone, Hessen, Regierungsbezirk Kassel, Landkreis Fulda
- ab 1949: Bundesrepublik Deutschland, Hessen, Regierungsbezirk kassel, Landkreis Fulda
- ab 1972: Bundesrepublik Deutschland, Hessen, Regierungsbezirk Kassel, Landkreis Fulda, Gemeinde Mittelkalbach[Anm. 8]
- ab 1972: Bundesrepublik Deutschland, Hessen, Regierungsbezirk Kassel, Landkreis Fulda, Gemeinde Kalbach

## Bevölkerung

### Einwohnerstruktur 2011
Nach den Erhebungen des Zensus 2011 lebten am Stichtag dem 9. Mai 2011 in Veitsteinbach 468 Einwohner. Darunter waren 9 (1,9 %) Ausländer.
Nach dem Lebensalter waren 87 Einwohner unter 18 Jahren, 198 waren zwischen 18 und 49, 87 zwischen 50 und 64 und 96 Einwohner waren älter.
Die Einwohner lebten in 195 Haushalten. Davon waren 57 Singlehaushalte, 51 Paare ohne Kinder und 66 Paare mit Kindern, sowie 18 Alleinerziehende und 3 Wohngemeinschaften. In 45 Haushalten lebten ausschließlich Senioren und in 123 Haushaltungen leben keine Senioren.

### Einwohnerentwicklung
| Veitsteinbach: Einwohnerzahlen von 1834 bis 2020 | Veitsteinbach: Einwohnerzahlen von 1834 bis 2020 | Veitsteinbach: Einwohnerzahlen von 1834 bis 2020 | Veitsteinbach: Einwohnerzahlen von 1834 bis 2020 | Veitsteinbach: Einwohnerzahlen von 1834 bis 2020 |
| --- | ------------------------------------------------ | ------------------------------------------------ | ------------------------------------------------ | ------------------------------------------------ |
| Jahr |                                                  |                                                  |                                                  | Einwohner                                        |
| 1834 | 1834                                             |                                                  | 270                                              | 270                                              |
| 1840 | 1840                                             |                                                  | 343                                              | 343                                              |
| 1846 | 1846                                             |                                                  | 336                                              | 336                                              |
| 1852 | 1852                                             |                                                  | 309                                              | 309                                              |
| 1858 | 1858                                             |                                                  | 335                                              | 335                                              |
| 1864 | 1864                                             |                                                  | 362                                              | 362                                              |
| 1871 | 1871                                             |                                                  | 331                                              | 331                                              |
| 1875 | 1875                                             |                                                  | 371                                              | 371                                              |
| 1885 | 1885                                             |                                                  | 317                                              | 317                                              |
| 1895 | 1895                                             |                                                  | 340                                              | 340                                              |
| 1905 | 1905                                             |                                                  | 331                                              | 331                                              |
| 1910 | 1910                                             |                                                  | 354                                              | 354                                              |
| 1925 | 1925                                             |                                                  | 373                                              | 373                                              |
| 1939 | 1939                                             |                                                  | 381                                              | 381                                              |
| 1946 | 1946                                             |                                                  | 467                                              | 467                                              |
| 1950 | 1950                                             |                                                  | 454                                              | 454                                              |
| 1956 | 1956                                             |                                                  | 419                                              | 419                                              |
| 1961 | 1961                                             |                                                  | 398                                              | 398                                              |
| 1967 | 1967                                             |                                                  | 426                                              | 426                                              |
| 1972 | 1972                                             |                                                  | 434                                              | 434                                              |
| 1987 | 1987                                             |                                                  | 401                                              | 401                                              |
| 1996 | 1996                                             |                                                  | 447                                              | 447                                              |
| 2006 | 2006                                             |                                                  | 489                                              | 489                                              |
| 2011 | 2011                                             |                                                  | 468                                              | 468                                              |
| 2016 | 2016                                             |                                                  | 445                                              | 445                                              |
| 2020 | 2020                                             |                                                  | 452                                              | 452                                              |
| Datenquelle: Historisches Gemeindeverzeichnis für Hessen: Die Bevölkerung der Gemeinden 1834 bis 1967. Wiesbaden: Hessisches Statistisches Landesamt, 1968. Weitere Quellen: LAGIS; nach 1970: Gemeinde Kalbach; Zensus 2011 |                                                  |                                                  |                                                  |                                                  |

### Historische Religionszugehörigkeit
| • 1885: | 317 katholische (= 100 %) Einwohner                               |
| • 1961: | 17 evangelische (= 4,27 %), 381 katholische (= 95,73 %) Einwohner |

## Religion
Bereits 1167 gab es im Ort eine katholische Kapelle, die dem hl. Vitus geweiht war. Sie verfiel in den folgenden Jahrhunderten und wurde 1763 erneuert. 1913 und 1952 wurde sie erweitert. Um das Jahr 1970 wurde die alte Kirche aufgrund eines maroden Dachstuhls abgerissen und die jetzige Kirche im modernen Stil errichtet, welche ebenfalls St. Vitus geweiht ist. Die römisch-katholische Pfarrkuratie St. Vitus Veitsteinbach wurde 2016 aufgelöst. Somit ist die St. Vituskirche heute eine Filialkirche der kath. Pfarrei St. Kilian Kalbach, welche organisatorisch zum Pastoralverbund St. Barbara Flieden-Kalbach-Neuhof gehört.

## Politik
Bei den Kommunalwahlen 2021 erlangten die Freien Wähler für Veitsteinbach (FWfV) die Mehrheit der Stimmen und verfügen so über die Mehrheit im Ortsbeirat. Ortsvorsteher ist Christoph Heil (FWfV).

## Infrastruktur
- Die Rhönschule im Ort war eine Grundschule. Heute gehen die Kinder aus Veitsteinbach auf die Comeniusschule nach Mittelkalbach.
- Veitsteinbach hat ein Bürgerhaus mit angrenzender Feuerwehrstation der Freiwilligen Feuerwehr Veitsteinbach-Eichenried.

 Verkehr 
- Durch den Ort führt die Landesstraße 3207.
- Die Linie 52 der Lokalen Nahverkehrsgesellschaft Fulda (LNG Fulda) stellt im ÖPNV die Verbindung zu den umliegenden Orten sicher.